# Marton Géza
| Marton Géza. Nemzeti Örökség Intézete.    | Marton Géza. Nemzeti Örökség Intézete.    |
| Kattints az alábbi külső linkek egyikére! | Kattints az alábbi külső linkek egyikére! |
| ----------------------------------------- | ----------------------------------------- |
| Nem található szabad kép.(?)              |                                           |
| külső link · jogvédett                    | Marton Géza                               |

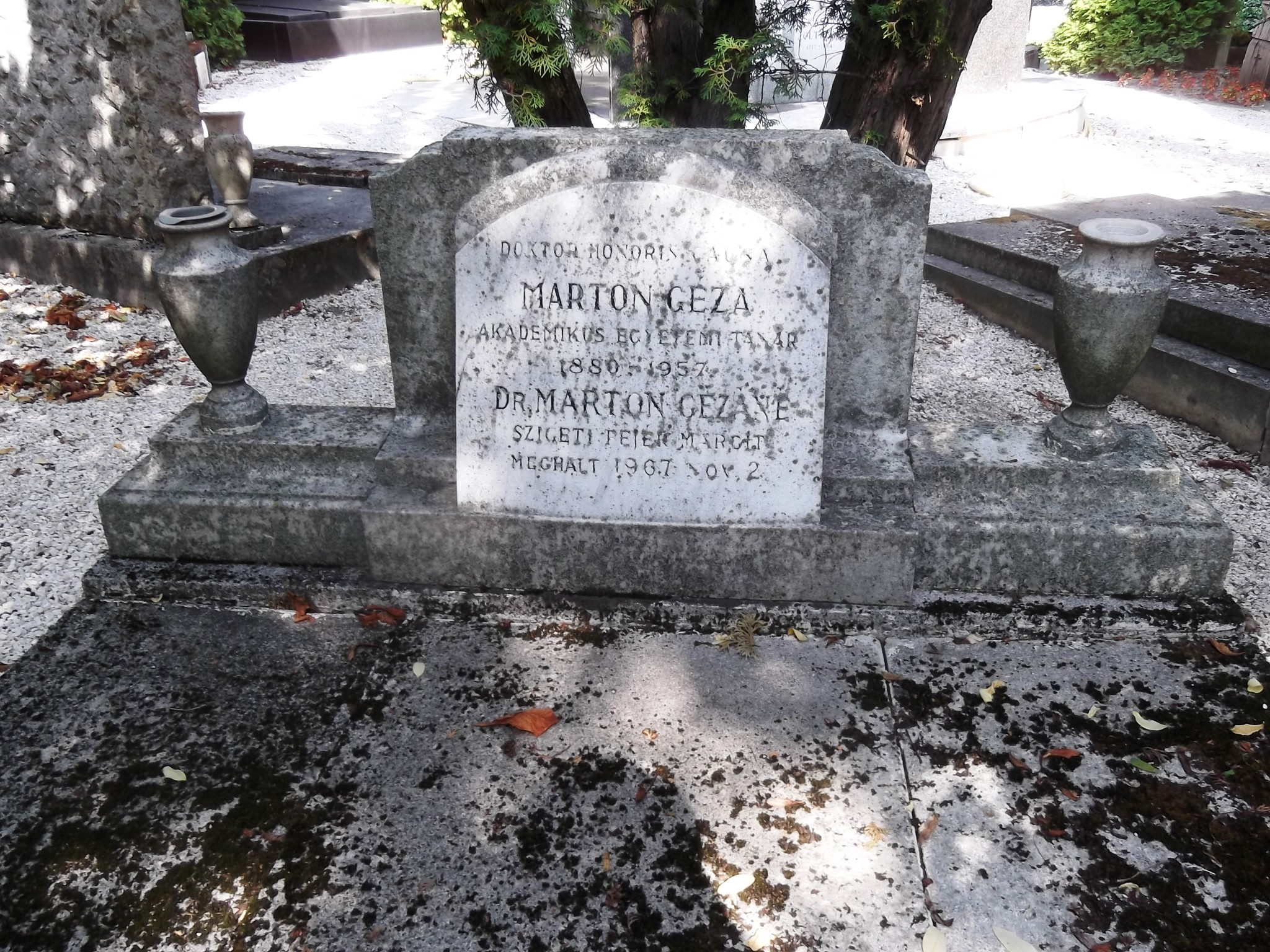
Marton Géza sírja a Farkasréti temetőben. 20, Akadémiai körönd 1, 19/20

Marton Géza (Lovasberény, 1880. március 9. – Budapest, 1957. december 27.) magyar római és polgári jogász, az MTA tagja (levelező: 1939).

## Életpályája
Apja a református egyház alkalmazottja, egyik bátyja, Marton Lajos a budapesti Református Teológiai Akadémia tanára volt. Hazai jogi tanulmányok után Párizsban elvégezte a Cours du droit Romain-t, ahol Levy-Bruhllel kötött barátságot, illetve Girard munkásságával ismerkedett meg. A francia jogi romanisztika mellett Pauer Imre Rudolf etikai előadásai voltak hatással későbbi pályájára. 1907-ben ügyvédi vizsgát tett, majd Szászy-Schwarz Gusztáv ajánlása alapján a máramarosszigeti jogakadémia római jogi tanára lett. 1911-ben a budapesti egyetemen magántanárként habilitált, opponense Szentmiklósi (Kajuch) Márton volt. 1919-től a kecskeméti református jogakadémián volt tanár. 1921-től a debreceni, 1937–1957 között pedig a budapesti tudományegyetemen volt a római jog professzora.
Viszonylag keveset publikált, de a jogászképzéssel és az oktatás reformjával sokat foglalkozott. Kutatásai a római jog és a polgári jog általános kérdései mellett érintették a büntetőjog és a deliktuális felelősség kérdését is. A kártérítéssel kapcsolatos kutatásai nemzetközi viszonylatban is jelentősek, több munkája idegen nyelven is megjelent. Munkatársa volt a Szladits-féle Magyar magánjog c. gyűjteményes munkának is. 1957-ben Kossuth-díjat kapott.

## Értékelése
Zlinszky János szerint „a magyar romanisztika és civilisztika egyik legnagyobb alakja, méltó tanítványa Szászy-Schwarz Gusztávnak és Grosschmid Béninek”.

## Fontosabb munkái
- A furtum mint delictum privatum (Debrecen, 1911)
- A nemzetközi jog jogiságának kérdéséhez (Bp., 1917)
- Verschuldensprinzip (München, 1926)
- Büntetés és kártérítés (Bp., 1933)
- Les fondements de la responsabilité civile (Paris, 1938)
- A római jog elemeinek tankönyve (első kiadás: Debrecen, 1922, hatodik kiadás: Budapest, 1947)
- A római magánjog elemeinek tankönyve (Bp., 1958)